# Euthalia mitschkei
Euthalia mitschkei är en fjärilsart som beskrevs av Percy I. Lathy 1913. Euthalia mitschkei ingår i släktet Euthalia och familjen praktfjärilar. Inga underarter finns listade i Catalogue of Life.